# Blanca Estela Pavón
Pour les articles homonymes, voir Pavón.
María Blanca Estela Pavón Vasconcelos (21 février 1926 - 26 septembre 1949) est une actrice et chanteuse mexicaine de l'âge d'or du cinéma mexicain.
Elle apparaît dans de nombreux films classiques des années 1940. Sa carrière culmine entre 1948 et 1949. 
Elle remporte un Ariel Award de la meilleure actrice dans le film Cuando lloran los valientes (es) (1947) et est nommée pour un autre en raison de ses performances dans des films mexicains.
Elle a joué aux côtés de la star mexicaine Pedro Infante dans plusieurs films dont Los Tres Huastecos (en) en 1948.
Elle est morte dans un accident d'avion le 26 septembre 1949, près du volcan Popocatepetl situé entre Mexico et Puebla.

## Filmographie
- 1941 : La Liga de las Canciones
- 1944 : El Niño de las Monjas
- 1947 : Cuando lloran los Valientes
- 1947 : Vuelven los Garcìa
- 1948 : Los Tres Huastecos
- 1948 : La bien pagada
- 1948 : Nosotros los Pobres
- 1948 : Cortesana
- 1948 : Le Bien payé
- 1948 : En los Altos de Jalisco
- 1948 : Ustedes los Ricos
- 1949 : En cada puerto un amor
- 1949 : Las puertas del presidio
- 1949 : La Mujer que yo Perdi
- 1949 : Ladronzuela